# Neil Campbell (Adliger, † um 1315)
Sir Neil Campbell (auch Niall mac Cailein) († um 1315) war ein schottischer Adliger.

## Aufstieg als Gefolgsmann von Robert the Bruce
Neil Campbell gilt als erster Angehöriger der Familie Campbell, der größere Bedeutung erlangte. Er diente 1296 als Vogt der Krongüter bei Lochawe und Ardskeodnish. Während des Schottischen Unabhängigkeitskriegs unterstützte er ab Februar 1306 die Rebellion von Robert the Bruce gegen die englische Herrschaft. Er gehörte zu den wenigen Getreuen, mit denen Bruce, der sich im April 1306 als Robert I. zum schottischen König hatte krönen lassen, im Winter von 1306 bis 1307 vor den Engländern nach Westschottland flüchtete. Ihre Flucht wurde erleichtert, da Campbell Besitzungen und Einfluss in Kintyre hatte. Campbell schwor 1308 zusammen mit Thomas Hay und Alexander Seton, den König und die Unabhängigkeit Schottlands bis zum Tod zu verteidigen. 1309 und 1314 diente Campbell als Unterhändler bei Verhandlungen mit der englischen Krone. Robert I. belohnte Campbell, der zu seinen engsten Vertrauten gehörte, mit verschiedenen Ländereien in Westschottland, die zuvor seinen Gegnern, vor allem den MacDougalls aus Argyll gehört hatten. Dazu durfte Campbell Mary Bruce, eine Schwester des Königs heiraten. Entweder fand die Heirat bereits 1306 vor der Gefangennahme Marys durch die Engländer oder, wahrscheinlicher, erst nach ihrer Freilassung um 1313 oder nach 1314 statt. Nach dem Verrat von David Strathbogie, 10. Earl of Atholl 1314 erhielten Campbell und seine Frau einen Teil von dessen Besitzungen. Nach der Schlacht von Bannockburn gehörte er im September 1314 zu den Unterhändlern, die mit der englischen Regierung in Durham über einen Gefangenenaustausch verhandeln sollten.

## Nachkommen und Erbe
Campbell hatte 1302 oder 1303 in erster Ehe Alice, eine Tochter von Sir Reginald Crawford geheiratet. Zuvor sollen Colin Campbell und sein Bruder Donald Alice und ihre Schwester entführt haben. Colin und Donald waren wahrscheinlich uneheliche Kinder von Neil Campbell, der Name ihrer Mutter ist unbekannt. Alice Crawford starb zwischen 1306 und spätestens 1314, vermutlich war die Ehe kinderlos geblieben. Aus seiner zweiten Ehe mit Mary Bruce hatte Campbell mindestens einen Sohn:
- John Campbell, Earl of Atholl († 1333).

Colin Campbell erhielt am 10. Februar 1315 die Besitzungen seines Vaters in Lochawe und Ardskeodnish als Kronlehen. Wahrscheinlich geschah dies noch zu Lebzeiten seines Vaters zur Versorgung von Colin. Vermutlich starb Neil Campbell kurz darauf. Sein Haupterbe wurde sein Sohn John Campbell. Wahrscheinlich im November 1315 entschloss sich Robert I., Campbells Witwe mit seinem Chamberlain Alexander Fraser zu verheiraten.